# Hispaniella
Hispaniella là một chi thực vật có hoa trong họ, Orchidaceae.